# Matt Dillon
Matthew Raymond Dillon (New Rochelle, Nueva York, 18 de febrero de 1964), más conocido como Matt Dillon, es un actor, director y guionista estadounidense de cine y televisión. Candidato a los Premios Óscar, Globo de Oro, Premio del Sindicato de Actores y Premios BAFTA. Ganador del Premio del Sindicato de Actores al mejor reparto y del Premio Donostia en el Festival de Cine de San Sebastián. Ha intervenido en películas como To Die For (1995), Drugstore Cowboy (1989) There's Something About Mary (1998), Wild Things (1998), Crash (2005) o You, Me and Dupree (2006).

## Biografía
Nació en New Rochelle, Nueva York, el 18 de febrero de 1964, en una familia de segunda generación irlandesa-estadounidense de religión católica. Es hijo de Paul Dillon (pintor y director de ventas de la Union Camp) y de Mary Ellen. Su tío es Alex Raymond, famoso creador de personajes de cómic como Jungle Jim, Flash Gordon, Rip Kirby o Secret Agent X-9. Es el segundo de un total de seis hermanos; tiene una hermana y cuatro hermanos. Uno de los cuales, Kevin Dillon, también es actor. Creció en Mamaroneck, Nueva York, y acudió a la Hommocks School de Larchmont, localizada también en Nueva York. Estuvo relacionado sentimentalmente con la actriz Cameron Diaz durante la última parte de los años 90.

## Carrera
En 1979, el director de reparto Vic Ramos se fijó en Dillon cuando era tan sólo un extra y lo incluyó en su película Over the Edge (1979). La película tuvo poca repercusión y fue proyectada en un limitado número de salas en mayo de 1979. A pesar de ello, la interpretación de Dillon fue bien recibida, por lo que se le propuso formar parte del casting de dos películas al año siguiente, los filmes adolescentes Little Darlings (1980) y My Bodyguard (1980). Estos dos largometrajes fueron estrenados en marzo y julio de 1980, respectivamente, y ambos obtuvieron buenos resultados en taquilla.
Su siguiente interpretación fue en el drama Tex (1982), donde asumía el papel protagonista. Fue seguida, dos meses más tarde, por Liar's Moon (1982), donde encarnaba a Jack Duncan, un chico pobre de Texas enamorado perdidamente de la hija de un banquero rico. A mediados de la década de 1980 trabajó en tres ocasiones con Francis Ford Coppola, en Tex (1982), The Outsiders (1983) y Rumble Fish (1983), en esta última actuando junto a Mickey Rourke y Diane Lane. Por ello, Dillon fue uno de los integrantes de la nueva generación de actores que Coppola promocionó en estas películas y en la que se hallaban también Tom Cruise, Nicolas Cage, Patrick Swayze, Rob Lowe, Ralph Macchio, entre otros. En 1987, apareció brevemente como policía en el videoclip Fairytale of New York de The Pogues y Kirsty MacColl, que fue un gran éxito en Irlanda y el Reino Unido. Gus Van Sant le contrató para que protagonizara la película Drugstore Cowboy (1989), en la que interpreta a un drogadicto.

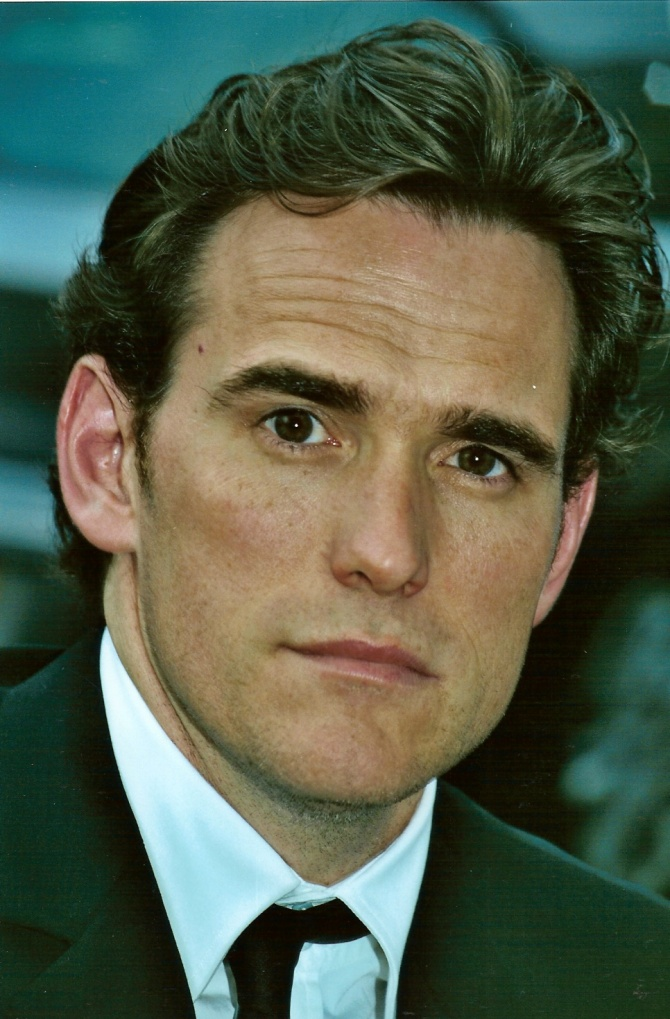
Matt Dillon, en el Festival de Cannes de 2005.

Dillon continuó trabajando a principios de la década de 1990 en películas como A Kiss Before Dying (1991), en la que tuvo un pequeño papel, o en Singles (1992), junto a Bridget Fonda. Encarnó al marido de Nicole Kidman en To Die For (1995), la cual obtuvo un gran reconocimiento por parte de la crítica. Luego, trabajó en Beautiful Girls (1996), con Mira Sorvino y Timothy Hutton, que narra el reencuentro de amigos de la adolescencia en su edad adulta. También asumió papeles protagonistas en películas como el thriller Wild Things (1998), junto con Kevin Bacon, Denise Richards y Neve Campbell, y en la comedia de Peter Farrelly y Bobby Farrelly There's Something About Mary (1998), en la que compartió cartel con Cameron Diaz y Ben Stiller. La cinta recaudó 369 millones de dólares en todo el mundo, contó con el apoyo de la crítica y aún goza de gran popularidad entre el público, siendo considerada una de las mejores comedias estadounidenses de todos los tiempos.
Dirigió, escribió e interpretó City of Ghosts (2002), cuyo reparto estaba encabezado por él mismo, James Caan y Gérard Depardieu. Más tarde, apareció en el drama coral Crash (2005), dirigido por Paul Haggis y protagonizado por Sandra Bullock, Don Cheadle, Brendan Fraser y Ryan Phillippe. La película recibió el apoyo de la prensa cinematográfica y fue galardonado con tres Premios Óscar: a mejor película, mejor guion original y mejor montaje. Por su parte, Dillon recibió candidaturas al Óscar al mejor actor de reparto, al Globo de Oro al mejor actor de reparto, al Premio del Sindicato de Actores al mejor actor de reparto y al BAFTA al mejor actor de reparto, por su interpretación del racista agente de la policía Jack Ryan. Asimismo, el elenco ganó el Premio del Sindicato de Actores al mejor reparto.
En 2005, participó en el drama Factotum, donde interpretó a Hank Chinaski, un fracasado escritor. Después vendrían la comedia de Walt Disney Herbie: Fully Loaded (2005), protagonizada por Lindsay Lohan, y You, Me and Dupree (2006), en cuyo reparto también estaban Kate Hudson, Owen Wilson y Michael Douglas. La película acumuló 130 millones de dólares de taquilla alrededor del mundo. En 2009 realizó un cameo en Dos canguros muy maduros (2009), y ese mismo año encabezó el cartel de la cinta de acción Armored (2009), junto a Laurence Fishburne y Jean Reno. Sumaría una película más a su filmografía en el año 2010 con el thriller Takers (2010), actuando junto a Hayden Christensen, Paul Walker y Zoe Saldaña. En dicha película interpretó al detective Jack Welles.

## Filmografía

### Cine y televisión
- Over the Edge (1979), de Jonathan Kaplan.
- Little Darlings (1980), de Ronald F. Maxwell.
- My Bodyguard (1980), de Tony Bill.
- Gunmen's Blues (1981), de Eric Red.
- Tex (1982), de Tim Hunter.
- Liar's Moon (1982), de David Fisher.
- The Outsiders (1983), de Francis Ford Coppola.
- Rumble Fish (1983), de Francis Ford Coppola.
- The Flamingo Kid (1984), de Garry Marshall.
- Target (1985), de Arthur Penn.
- Rebel (1985), de Michael Jenkins.
- Native Son (1986), de Jerrold Freedman.
- The Big Town (1987), de Ben Bolt.
- Kansas (1988), de David Stevens.
- Drugstore Cowboy (1989), de Gus Van Sant.
- Bloodhounds of Broadway (1989), de Howard Brookner.
- A Kiss Before Dying (1991), de James Dearden.
- Singles (1992), de Cameron Crowe.
- The Saint of Fort Washington (1993), de Tim Hunter.
- Mr. Wonderful (1993), de Anthony Minghella.
- Golden Gate (1994), de John Madden.
- To Die For (1995), de Gus Van Sant.
- Frankie Starlight (1995), de Michael Lindsay-Hogg.
- Beautiful Girls (1996), de Ted Demme.
- Grace of My Heart (1996), de Allison Anders.
- Albino Alligator (1996), de Kevin Spacey.
- In & Out (1997), de Frank Oz.
- Wild Things (1998), de John McNaughton.
- There's Something About Mary (1998), de Bobby Farrelly y Peter Farrelly.
- One Night at McCool's (2001), de Harald Zwart.
- Deuces Wild (2002), de Scott Kalbert
- City of Ghosts (2002), como Jimmy
- Employee of the Month (2004), de Mitch Rouse.
- Crash (2005), de Paul Haggis.
- Loverboy (2005), de Kevin Bacon.
- Factótum (2005), de Bent Hamer.
- Herbie: Fully Loaded (2005), como Trip Murphy.
- You, Me and Dupree (2006), de Anthony Russo y Joe Russo.
- Nothing But the Truth (2008)
- Armored (2009), de Nimród Antal.
- Dos canguros muy maduros (2009), de Walt Becker.
- Takers (2010), de John Luessenhop.
- Inferno: A Linda Lovelace Story (2012), de Matthew Wilder.
- Seconds of Pleasure (2012), de Neil LaBute.
- The Art of the Steal (2013).
- Pawn Shop Chronicles (2013), de Wayne Kramer.
- Bad Country (2014), como Chris Brinker
- Wayward Pines  (2015), como Ethan Burke
- Going in Style (2017), como el Agente Hamer
- La casa de Jack (2018), como Jack
- Capone (2020), como Johnny
- American Dreamer (2022), como Dell
- Asteroid City (2023), como Walter
- Isla Perdida (2024), como Enrico

### Como director
- El gran Fellove (2020)
- La ciudad de los fantasmas (2002)

## Premios y nominaciones
Óscar
| Año  | Categoría              | Película | Resultado |
| ---- | ---------------------- | -------- | --------- |
| 2006 | Mejor actor de reparto | Crash    | Nominado  |

Globos de Oro
| Año  | Categoría              | Película | Resultado |
| ---- | ---------------------- | -------- | --------- |
| 2005 | Mejor actor de reparto | Crash    | Nominado  |

Premios BAFTA
| Año  | Categoría              | Película | Resultado |
| ---- | ---------------------- | -------- | --------- |
| 2005 | Mejor actor de reparto | Crash    | Nominado  |

Premios del Sindicato de Actores
| Año  | Categoría              | Película | Resultado |
| ---- | ---------------------- | -------- | --------- |
| 2005 | Mejor reparto          | Crash    | Ganador   |
| 2005 | Mejor actor de reparto | Crash    | Nominado  |

Festival de Cine de San Sebastián
| Año  | Categoría       | Resultado |
| ---- | --------------- | --------- |
| 2006 | Premio Donostia | Ganador   |